# Aðalvík
Aðalvík ist eine Bucht in den Westfjorden Islands.

## Lage und Besiedelung
Die Bucht liegt auf der Halbinsel Hornstrandir am Ísafjarðardjúp. Sie ist 7 km breit und reicht auch so weit in das Land.
Es gab Dörfer in der Bucht: Látrar im Osten und Sæból im Westen. Am Anfang des 20. Jahrhunderts lebten hier noch über 200 Menschen. Etwa 50 Jahre später wurde die Bucht verlassen. Einige Häuser werden erhalten und – allerdings nur noch im Sommer – genutzt.

## Filmlocation
Bei Sæból filmte Friðrik Þór Friðriksson das Ende von Stella und Geiri im Film Children of Nature – Eine Reise.